# Too Young to Know
Too Young to Know è un film drammatico statunitense del 1945 diretto da Frederick de Cordova e scritto da Jo Pagano e Harlan Ware. La pellicola è stata interpretata da Joan Leslie, Robert Hutton, Dolores Moran, Harry Davenport, Rosemary DeCamp e Barbara Brown.

## Distribuzione
È stato distribuito dalla Warner Bros. il 1 dicembre 1945